# Cydista
Cydista är ett släkte av katalpaväxter. Cydista ingår i familjen katalpaväxter.
Kladogram enligt Catalogue of Life:
| Cydista | \| \| Cydista aequinoctialis \| \| \| \| \| \| Cydista diversifolia \| \| \| \| |
|         | \| \| Cydista aequinoctialis \| \| \| \| \| \| Cydista diversifolia \| \| \| \| |
|         | Cydista aequinoctialis                                                          |
|         |                                                                                 |
|         | Cydista diversifolia                                                            |
|         |                                                                                 |